# 다마노우라정
다마노우라정(玉之浦町)은 나가사키현 고토열도 후쿠에섬의 서남부에 있던 정이다. 2004년 8월 1일, 후쿠에시, 미나미마쓰우라군 도미에정, 미이라쿠정, 기시쿠정, 나루정과 합병해, 고토시가 되었다.

## 역사
- 1889년 4월 1일 - 정촌제 시행에 의해 미나미마쓰우라군 마마노우라촌이 성립하였다.
- 1933년 11월 3일 - 정으로 승격해, 다마노우라정이 되었다.
- 2004년 8월 1일 - 후쿠에시, 미나미마쓰우라군 도미에정, 미이라쿠정, 기시쿠정, 나루정과 합병해, 고토시가 되어 소멸하였다.

## 같이 보기
- 고토 열도
- 후쿠에섬